# چائورو، بنین
چائورو (به فرانسوی: Tchaourou) شهری در استان بورگو واقع در کشور بنین است که در سال ۱۹۹۲ میلادی ۱۴٬۶۹۱ نفر جمعیت داشته و جمعیت آن در سال ۲۰۰۵ میلادی به ۲۰٬۹۷۱ نفر رسیده‌است.